# Þorgrímur Þráinsson
Þorgrímur Þráinsson (født 8. januar 1959 i Reykjavík), er en islandsk forfatter, motivationstaler og tidligere professionel fodboldspiller. I de sidste tyve år har, Þorgrímur været Islands mest populære forfatter af bøger for teenagere. Han har udgivet 34 bøger, der alle har solgt ekstremt godt efter islandske forhold, idet de udkommer i oplag på mellem 5.000 og 9.200 i et land med en befolkning på bare 330.000.
I 1997 og 2010 modtog han børnebogsprisen Íslensku barnabókaverðlaunin for hhv. Margt býr í myrkrinu og Ertu Guð, afi?.
I januar 2016 bekendtgjorde han sit kandidatur til præsidentvalget i Island.